# 三叶花椒
三叶花椒（学名：Zanthoxylum pistaciiflorum）为芸香科花椒属下的一个种。